# Baszkino (przystanek kolejowy)
Baszkino (ros. Башкино) – przystanek kolejowy w miejscowości Baszkino, w rejonie narofomińskim, w obwodzie moskiewskim, w Rosji. Położony jest na linii Moskwa – Briańsk – Kijów.